# ナルキッソス (ゲーム)
『narcissu』（ナルキッソス）は、同人サークルステージななによって制作された同人ゲーム、またそのシリーズである。全世界で100万回以上のダウンロードを記録している（PSP版の作品紹介より）。
本稿では、『narcissu SIDE 2nd』、『narcissu 3rd -Die Dritte Welt-』、『ナルキッソス-スミレ-』、そしてPSP版ソフト『ナルキッソス〜もしも明日があるなら〜』についても併記する。

## 概要
ステージななの主宰である片岡ともは、ねこねこソフト所属のシナリオライターでもあり、以前から「（ノベル型の）ゲームを追求していけば音楽とテキストだけで十分ではないか」と発言することがあった。この作品はそれを同人ゲームとして実験的に形にしたものであり、そのため「narcissu」、「narcissu SIDE 2nd」のWeb版は無料で公開されている。また、ゲーム中に表示される画像はほぼ背景のみで、ギャルゲーに一般的な立ち絵はまったくない。音声についても、制作発表当初は無しのみだったが、公開前にあり/なしの選択式に変更となった。これについて片岡ともは、当時のブログや「narcissu」のプロダクトで「（音声は）無しと比較するために用意した」と書いている。
2005年に『narcissu』が公開されて話題を呼び、当初は予定されていなかった続編『narcissu SIDE 2nd』が2007年に、そして2009年4月に『narcissu 3rd -Die Dritte Welt-』が公開された。
タイトルのnarcissuはスイセンの学名(narcissus) に由来するが、最後の『s』が外されている。これは、自殺(suicide) の『s』を取り除く、という意味がこめられている。

## narcissu

### 概要
2005年に公開された、シリーズ第一作。「死生観」、「日常」をテーマとし、ホスピスを舞台にしている。
2007年2月、はる×たこプロデュースによって演劇化された。有志によって英語版、中国語版など各国語版も制作されている。
2017年10月、オリジナル脚本で「舞台ナルキッソス2017」として舞台化されることが発表された。

### ストーリー
病院に入院してからの間に、あらゆる出来事に無関心となったセツミと、病院のホスピスとなっている「7階」に入ることになった主人公の話。
2005年冬。7階へやって来た主人公は、談話室で同じ7階に入院しているセツミと出会い、それからセツミとの会話ともつかないやり取りを繰り返す毎日を送る。そしてある日、主人公は父が病室に置き忘れた車のキーを持ちだし、7階と自宅、どちらでも死にたくないと言うセツミと共に病院を抜け出し、あてもなく西へと車で向かう。
そしてある時、主人公の発案で水仙が咲き誇ることで有名だという淡路島へと行くことになる。

### 主な登場人物
主人公（本名：阿東優）
男性。21歳。自分のことにもどこか現実感に乏しい日々を過ごしていたが、2004年の夏に自動車の運転免許を取得した翌日に胸の痛みから病院を受診し、そのまま循環器系の病により入院となり、2005年の1月にホスピス（7階）に入る。そのホスピスで出会ったセツミに関心を持ち、彼女と共にわずかな薬と所持金（8000円程）を持って半ば衝動的に病院を抜け出し、セツミが興味を示したナルキッソス（水仙）が咲く淡路島へ向かうこととなる。
セツミ（本名：佐倉瀬津美）
声 - 綾川りの
以前からホスピス入りしている。22歳で主人公より年上だが、一見では小〜中学生と思える姿をしている。
何事にも無関心であまり感情を表情に出さず、主人公の問いに対しても、顔も向けずに「別に」とだけ答えることがほとんど。病院で死ぬのも自宅で死ぬのも嫌だという気持ちを抱いており、主人公とともに病院を後にする。
お母さん
声 - 田中涼子
セツミの母親。セツミの幸せをいつも想っているが、その想いとセツミの気遣いがすれちがってしまうこともある。

## narcissu SIDE 2nd

### 概要
シリーズ第二作で、前作『narcissu』の続編。
「narcissu」の主人公セツミの中学生時代のホスピスを舞台として、セツミとそこで出会った姫子との交流が描かれる。
2006年夏のコミックマーケットでは簡易デモ版が頒布され、そして2007年5月16日に『narcissu』を同梱した正式版が公開された。
また、ナルキドラマCDがプロローグ部分に相当する。

### ストーリー
narcissu SIDE 2ndはnarcissuの6年前、セツミと彼女を取り囲む人たちとの過去を描いたアナザーストーリー。病院の7階での日々を送る姫子とセツミが出会ってから別れまでの長い一夏の話である。
1999年 夏、セツミは、入退院と通院を繰り返す日々を送っていた。
そんな中のある日、通院してきたときセツミは7階に入院している姫子と出会う。そしてセツミと姫子は友達となり、セツミは7階へ通うようになる。
ある日、姫子の持つ「死ぬまでにやってみたい10のこと」を知り、一緒に残ったやってみたいことを叶えていく。

### 主な登場人物
姫子（ひめこ）（本名：篠原姫子）
声 - 柳瀬なつみ
23歳。明るくカラっとした性格。
カトリック信者だが、自分のことを「エセカトリック」と呼び、教会にも行かない。
動かなくなっていたユーノスを自力で修理してしまうほどの車好きで、愛車は自分で修理したユーノス・ロードスター。
「死ぬまでにやってみたい10のこと」を掲げており、「年の離れた友達がほしい」以降、セツミと共にひとつずつ叶えてゆく。
普段は明るいが、時たま淋しそうな厳しい顔を見せ、セツミの問いに秘密と答えることも多い。周囲の人にはセツミへの態度と違い冷たい態度をとる。千尋は、姫子にとって特別な存在で、とくに冷たい態度をとる。
7階のヘルパーをしていた頃もあるが、ある少女を担当して以来ヘルパーを辞している。
セツミ（本名：佐倉瀬津美）
声 - 綾川りの
入院してから3年後の1999年、15歳の頃のセツミ。いつものように病院に通院したある日、姫子と出会い、7階へ通うようになる。
姫子に食堂でバニラアイスを食べることに誘われたことをきっかけに、友達ということになる。姫子の「死ぬまでにやってみたい10のこと」の、残り3つを共に叶えていく。
持っている服はパジャマ以外に、中学校のセーラー服しかない。
自分のことで両親を心配させていると考え、両親の優しさが辛く感じている。そのため、本当はポテトが嫌いなことを言えずにいるが、姫子にそれは優しさではないと言われ、悩む場面がある。
千尋（ちひろ）（本名：篠原千尋）
声 - 後藤邑子
21歳。姫子の妹で、大学生。
敬虔なカトリック信者で、優しい心を持つ。ボランティア活動に積極的で、ホスピスのヘルパーも行っている。姉の姫子は千尋に冷たく接するが、それに対して寂しく思っている。
女の子
声 - 能登麻美子
姫子がヘルパーとして最後に担当した8歳の少女。純粋と無垢の象徴。
姫子が女の子と過ごした7階での日々は、後に姫子が起こす行動の基本的な理念のひとつとなる
優花（ゆか）（本名：昭島優花）
声 - 岩居由希子
姫子とは古くからの友達で、親友と言える仲。素直じゃないが、姫子が入院した時は毎日のようにお見舞いに向かうなど、本当は姫子のことを大切に思っている。現在は持っていないが、少女趣味を持っているふりを姫子の前ではしている。
姫子に、もし7階に入った時には病院には来ないでほしいと言われ、また姫子が7階に入った日から言われたとおりお見舞いに向かわず、皆勤賞は止まった。
また、皆勤賞の賞品として姫子からユーノスを譲ると言われるが、それを一度断っている。

### 主題歌
- 「ナルキッソス」
  - 作詞：riya / 作曲：菊地創 / 歌：eufonius

## narcissu 3rd -Die Dritte Welt-

### 概要
narcissuシリーズの第3作目。
今作は、片岡ともの他に、ごぉ、酸橙ひびき、早狩武志の3名も参加しており、共同制作の形となっている。それぞれの担当したタイトルは、死神の花嫁（ごぉ）、-Ci- シーラスの高さへ（酸橙ひびき）、メサイア（早狩武志）、小さなイリス（片岡とも）となっている。
また、ファイル形式においても今作は前回と違いインストール形式となっている。
2009年4月27日発売。

### Die Dritte Weltの意味
サブタイトルに付けられているDie Dritte Weltとは、「第3の世界」や「別の世界」という意味であり、片岡とももプロダクトにおいて「第三世界」という言葉を用いている。

### ストーリー
死神の花嫁
医者である彼氏と付き合い始めて3か月。
ようやく決まった新しい家での生活が始まろうとした時、海璃は倒れて病院に運ばれる。そして、そこから物語は大きく動き出す。
- Ci - シーラスの高さへ
ある日、街を歩いていたチサトは見知らぬ青年に声をかけられる。
彼女と青年は会話を続けていく内、やがて彼女は青年に興味を持ち始め、青年も彼女が自分を演じていることに気がつく。
メサイア
いろいろな問題を起こす久也に振り回される拓人。
しかし、拓人はそんな久也の生き様から色々なものを学んでいくことになる。
小さなイリス
イリスは中世のとある小国の第二皇女で、隣国に嫁ぐ。しかし、隣国とイリスの母国との間に戦争が起こる。

### 主な登場人物
死神の花嫁
海璃（みり）（本名：安佐乃海璃）
声 - 水瀬沙季
元看護師で、看護師時代は「天使」と呼ばれていた。
感情豊かな明るい性格で、少し話が跳躍することがある。
英治（えいじ）（本名：高原英治）
医者で、海璃の恋人。
ある患者の手術以来、メスを握れなくなってしまっている。
シーラスの高さへ
チサト（本名：楠木ちさと）
声 - 後藤麻衣
本当は気弱で大人しい性格なのだが、そう思われないよう多弁でノリのいい子を演じている。
しかし、街で出会った青年との出会いでそれが変わっていく。
お兄さん（カズアキ）（本名：浦山和明）
チサトが街で出会った青年。それなりに名の知れたデザイナー。
話していて退屈しないような愉快な人で、初対面だった時のチサト曰く「普通にいい人っぽい感じがする」。
空と雲が好き。デザイナーの仕事では、空と雲をモチーフとしたデザインで、評価されている。
メサイア
久也（ひさや）（本名：相島久也）
声 - 大里雅史
体育会系気質の持ち主で、けっこうな女泣かせ。
オンロードをバイクで走るのが好き。最期はバイクで死にたい、と拓人に話したこともあった。
拓人（たくと）（本名：鈴木拓人）
大学の医局では将来を嘱望されるエリート。オフロードをバイクで走るのが好き。
ひょんなことから久也の担当医になる。
優しい性格でお人好し。久也のことを受け入れ、医者と患者の一線を越えた仲となる。
小さなイリス
イリス（本名：Iris）
声 - 平井理子
幼い頃から幽閉のような暮らしを強いられてきたほかその生い立ちから、冷たく人間らしさを失った。
8歳の時に隣国へと嫁ぐことが決まるが、そこでの新しい暮らしも長くは続かず、死刑のために幽閉される。
暗殺者も現れ、自分が生きるために、人を殺すようになる。兵士が暗殺者を皆殺しにし、彼と共に旅をするようになる。
ヨハン
イリスと出会った騎士。自分に「相応しい死に様」を求めて旅をしている。
カスティーリャの出身で、ペネロピという妹がいる。名誉騎士の叙勲をもらったことがある。
同じ人を殺す者として、イリスには、人殺しを続けないでほしいと願っている。自分の死に様に、イリスのために死ぬことを選ぶ。
ゲスト出演
セツミ（本名：佐倉瀬津美）
声 - 綾川りの
メサイアに登場。タイトル画面にも登場している。
前作までは主役としての出演だったが、今回は脇役である。
千尋（ちひろ）（本名：篠原千尋）
声 - 後藤邑子
メサイアに登場。拓人の所属する大学病院のヘルパーとして登場し、そこで子供たちに絵本の読み聞かせを行っている。
蒔絵（まきえ）（本名：蒔絵素子）
声 - 大咲茉菜
死神の花嫁に登場。病院の受付で仕事をしており、脱走したセツミと阿東に会いに向かう（ナルキッソス小説と相同）。

### 主題歌
- 「光降るなら」
  - 作詞：三澤秋 / 作編曲：onoken / 歌：彩羅

## ナルキッソス〜もしも明日があるなら〜

### 概要
2010年6月24日発売。DXパックには、特典として、ナルキッソスオフィシャルブック、『セツミ先生』の聖地巡礼マップ。予約特典として『セツミ先生』のオリジナル携帯クリーナーが付属する。

#### 同人版からの変更点
- 最終章が追加され、一連のシリーズが完結するようになっている（第1章が終わらないと第2章を始められないようになっている）。
- 声優の起用。主人公やサブキャラ、立ち絵がないモブキャラなどにも声優が起用されている。
- イラストCGの追加。特に背景とイラストだけだった画面にキャラクターの立ち絵が追加されている。
- 主題歌（歌っているのはeufonius）、挿入歌の追加。OPは、『narcissu SIDE 2nd』OPのリアレンジ。挿入歌やEDは、新規書き下ろし。
- DXパック（限定版）と通常版の同時発売。

### ストーリー
大きく分けて、第1章、第2章、最終章、外伝、SPECIALに分かれている。
第1章
「narcissu」のリメイク。
第2章
「narcissu SIDE 2nd」のリメイク。
最終章
今回、新たに付け加えられている完結編。
第2章よりさかのぼること二十数年前、その頃まだ7階には「ルール」がなかった。
7階の「ルール」が出来たきっかけとは一体なんだったのか？
「narcissu」の始まりであり、そして終わりの物語。
この章の内容は、のちにSteam版において「ZERO」と改題され配信されることとなる。
外伝
『narcissu 3rd -Die Dritte Welt-』のリメイク。
SPECIAL
サブキャラの日常などを描いた「エピローグ」、一部のPC版モードが楽しめる「クラシックモード」などを収録。

### 主な登場人物
第1章、第2章、外伝はそれぞれの項を参照のこと。以下には最終章の登場人物のみ記述する。
博史（ひろし）（本名：蒔絵博史）
声 - 原口馨
学校へ行きながら家業の老人ホームを手伝っている。
学校より老人ホームの手伝いを優先しているため、一年留年してしまった。
ナルキッソスシリーズに登場する、蒔絵素子は娘にあたる（素子の父にあたる）人物。
陽子（ようこ）（本名：日下陽子）
声 - 友永朱音
学校を休みがちなため、一年留年することとなった。
博史と知り合い、留年と言う同じ境遇のため親しくなり、博史の彼女となる。
医者になるという夢を持っている。
博美（ひろみ）（本名：蒔絵博美）
声 - 森村なみ
博史の一つ下の妹。
なんだかんだ言って、博史を振り回したりする。
陽子が博史の彼女になってからは博史をからかったりしている。

## ナルキッソス-スミレ-

### 概要
シリーズ第五作で、2015年冬のコミックマーケットで発売。翌年2月よりSteam配信および委託販売開始。
ねこねこソフト制作の『すみれ』とステージなな製作のナルキッソスシリーズのクロスオーバー的要素を含む作品である。

### ストーリー
引きこもりを10年間続けた少女・スミレは、突然7階へ行くことを告げられてしまった。
特段親しい者も、忘れられない思い出も存在しない彼女であったが、
ある日病棟内で出会った「あかり」と名乗る女性に自分が生きた証を託す事を決意する。
なお、作中人物のあかりはねこねこソフト制作の『すみれ』に登場するヒロインの一人である。

## 映画化
2021年12月24日に、ねこねこソフトのブログにて映画化が発表された。制作は中国で行う。
アメリカと日本からも1件ずつオファーがあったが流れた事が明かされている他、北村龍平の名前が挙げられている。

## 関連作品
ナルキッソスに関連した作品、ものごとを記述する。

### ステージ☆なな
「ナルキッソス ビジュアルファンブック」
コミックマーケット72にて販売された本。
『narcissu』、『narcissu SIDE 2nd』の作品に関する設定やイラスト、コミックなどが掲載されている。
「ナルキッソス サイドストーリー」
コミックマーケット73、そしていくつかのショップにて販売された小説本。
『narcissu SIDE 2nd』の姫子と優花に焦点を当てたサイドストーリーとなっており、本編のその後にあたる部分も書かれている。
「ナルキ本」
コミックマーケット75、そしていくつかのショップにて販売された。
『ナルキッソス』の4コマ漫画や水のマージナル関連についてのことが掲載されている。
『narcissu -dorama CD-』
2006年12月に限定生産されたドラマCD；CD-DA形式、45分。
『narcissu SIDE 2nd』のプロローグ部分のストーリー。

### スカイネットモバイル
「ナルキッソス 携帯版」
「もえぷり」により公開の携帯用アプリ。
『narcissu』、『narcissu SIDE 2nd』の携帯版。無料で配布。

### はる×たこプロデュース
「ナルキッソス 舞台版」
「narcissu」を舞台演劇としたもの。

### メディアファクトリー
MF文庫J『ナルキッソス』
片岡とも本人の手による『narcissu』のノベライズ。加筆修正が行われている。
月刊コミックアライブ「ナルキッソス」
『月刊コミックアライブ』にて2009年1月号より2010年2月号まで連載された『narcissu』の漫画版。
作画担当は江戸屋ぽち。単行本全2巻。

### ボーカルアルバム
「ナルキッソス〜もしも明日があるなら〜 Vocal Album」
2010年6月25日。チェンバースレコーズより発売（SDCR-0031）。
今までの主題歌、挿入歌とイメージソングが収録されている。全12曲。ただし、『ナルキッソス〜もしも明日があるなら〜』で新しく書き下ろされた挿入歌は収録されていない。
| #  | 収録曲                         | 歌手       | 作詞                | 作曲            | 編曲            |
| -- | ------------------------------ | ---------- | ------------------- | --------------- | --------------- |
| 1  | 「ナルキッソス〜eon〜」        | eufonius   | riya                | 菊地創          | 菊地創          |
| 2  | 「ここにいる vocal ver.」      | 瑠田茉莉   | 海富一              | 石橋弘史        | 石橋弘史        |
| 3  | 「光降るなら」                 | 彩羅       | 三澤秋              | onoken          | onoken          |
| 4  | 「15 cm」                      | KAKO       | Takashi（Σ-sigma-） | sin（Σ-sigma-） | sin（Σ-sigma-） |
| 5  | 「Last flower」                | 大森真理子 | 大森真理子          | 竹中敬一        | 竹中敬一        |
| 6  | 「フォトグラフ」               | Annabel    | 磯谷佳江            | 水上裕規        | 水上裕規        |
| 7  | 「WHIT HEART」                 | 癒月       | 癒月                | HIR             | HIR             |
| 8  | 「Narcissu〜セツミのテーマ〜」 | REM        | 片岡とも            | ebi             | ebi             |
| 9  | 「優しい拒絶」                 | 片霧烈火   | 片霧烈火            | 羽鳥風画        | 羽鳥風画        |
| 10 | 「世界がせつなかった日に」     | 荒牧陽子   | 磯谷佳江            | 中畑丈治        | 中畑丈治        |
| 11 | 「Liaison」                    | eufonius   | riya                | 菊地創          | 菊地創          |
| 12 | 「Elpis -エルピス-」           | 五條真由美 | 五條真由美          | たくまる        | たくまる        |

## 関連記事
- 灘黒岩水仙郷 narcissuの目的地
- ノッキン・オン・ヘブンズ・ドア 1997年のドイツ映画、1999年日本公開。